# Розподіл Марченка–Пастура

Графік розподілу Марченка-Пастура для різних значень лямбда

У математичній теорії випадкових матриць розподіл Марченка–Пастура, або закон Марченка–Пастура, описує асимптотичну поведінку сингулярних значень великих прямокутних випадкових матриць. Теорема названа на честь українських математиків Володимира Марченка та Леоніда Пастура, які довели цей результат у 1967 році.
Якщо {\displaystyle X} позначає a {\displaystyle m\times n} випадкова матриця, елементи якої є незалежними однаково розподіленими випадковими величинами із середнім 0 і дисперсією {\displaystyle \sigma ^{2}<\infty }, дозволяє
{\displaystyle Y_{n}={\frac {1}{n}}XX^{T}}
і нехай {\displaystyle \lambda _{1},\,\lambda _{2},\,\dots ,\,\lambda _{m}} бути власними значеннями {\displaystyle Y_{n}} (розглядаються як випадкові змінні ). Нарешті, розглянемо випадкову міру
{\displaystyle \mu _{m}(A)={\frac {1}{m}}\#\left\{\lambda _{j}\in A\right\},\quad A\subset \mathbb {R} .}
підрахунок кількості власних значень у підмножині {\displaystyle A} включені в {\displaystyle \mathbb {R} }.
Теорема . Припустимо, що {\displaystyle m,\,n\,\to \,\infty } так що співвідношення {\displaystyle m/n\,\to \,\lambda \in (0,+\infty )} . Потім {\displaystyle \mu _{m}\,\to \,\mu } (у слабкій* топології в розподілі ), де
{\displaystyle \mu (A)={\begin{cases}(1-{\frac {1}{\lambda }})\mathbf {1} _{0\in A}+\nu (A),&{\text{if }}\lambda >1\\\nu (A),&{\text{if }}0\leq \lambda \leq 1,\end{cases}}}
і
{\displaystyle d\nu (x)={\frac {1}{2\pi \sigma ^{2}}}{\frac {\sqrt {(\lambda _{+}-x)(x-\lambda _{-})}}{\lambda x}}\,\mathbf {1} _{x\in [\lambda _{-},\lambda _{+}]}\,dx}
з
{\displaystyle \lambda _{\pm }=\sigma ^{2}(1\pm {\sqrt {\lambda }})^{2}.}
Закон Марченка–Пастура також виникає як вільний закон Пуассона у вільній теорії ймовірностей, маючи швидкість {\displaystyle 1/\lambda } і величину стрибка {\displaystyle \sigma ^{2}}.

## Кумулятивна функція розподілу
Використовуючи ті самі позначення, кумулятивна функція розподілу читається
{\displaystyle F_{\lambda }(x)={\begin{cases}{\frac {\lambda -1}{\lambda }}\mathbf {1} _{x\in [0,\lambda _{-})}+\left({\frac {\lambda -1}{2\lambda }}+F(x)\right)\mathbf {1} _{x\in [\lambda _{-},\lambda _{+})}+\mathbf {1} _{x\in [\lambda _{+},\infty )},&{\text{if }}\lambda >1\\F(x)\mathbf {1} _{x\in [\lambda _{-},\lambda _{+})}+\mathbf {1} _{x\in [\lambda _{+},\infty )},&{\text{if }}0\leq \lambda \leq 1,\end{cases}}}
де {\textstyle F(x)={\frac {1}{2\pi \lambda }}\left(\pi \lambda +\sigma ^{-2}{\sqrt {(\lambda _{+}-x)(x-\lambda _{-})}}-(1+\lambda )\arctan {\frac {r(x)^{2}-1}{2r(x)}}+(1-\lambda )\arctan {\frac {\lambda _{-}r(x)^{2}-\lambda _{+}}{2\sigma ^{2}(1-\lambda )r(x)}}\right)} і {\displaystyle r(x)={\sqrt {\frac {\lambda _{+}-x}{x-\lambda _{-}}}}} .

## Деякі перетворення закону
Перетворення Коші (яке є негативним перетворенням Стілтьєса ), коли {\displaystyle \sigma ^{2}=1}, задається
{\displaystyle G_{\mu }(z)={\frac {z+\lambda -1-{\sqrt {(z-\lambda -1)^{2}-4\lambda }}}{2\lambda z}}}
Це дає {\displaystyle R} -перетворення:
{\displaystyle R_{\mu }(z)={\frac {1}{1-\lambda z}}}

## Застосування до кореляційних матриць
При застосуванні до кореляційних матриць {\displaystyle \sigma ^{2}=1} і {\displaystyle \lambda =m/n} маємо границі
{\displaystyle \lambda _{\pm }=\left(1\pm {\sqrt {\frac {m}{n}}}\right)^{2}.}
Тому часто припускають, що власні значення кореляційних матриць нижчі за {\displaystyle \lambda _{+}} є випадкові, а значення вищі за {\displaystyle \lambda _{+}} є значущими загальними факторами. Наприклад, отримання кореляційної матриці річного ряду (тобто 252 торгових днів) 10 прибутковостей акцій відобразить {\displaystyle \lambda _{+}=\left(1+{\sqrt {\frac {10}{252}}}\right)^{2}\approx 1.43} . З 10 власних значень кореляційної матриці лише значення вище 1,43 будуть вважатися значущими.